# Pont de Remagen
Le pont Ludendorff, plus connu sous le nom de pont de Remagen, était un pont ferroviaire allemand enjambant le Rhin à Remagen, au sud de Bonn. Après le pont de chemin de fer de Wesel qui fut dynamité le 7 mars 1945, il était le dernier pont intact sur le Rhin durant les dernières semaines de la Seconde Guerre mondiale en Europe. Il put être pris par les Américains le 7 mars 1945, facilitant le franchissement du fleuve par les Alliés.

## Construction
Les tours du pont sont dressées à l'extrémité sud de la promenade qui longe le Rhin à Remagen. Le pont fut érigé durant la Première Guerre mondiale, entre 1916 et 1919, à la demande des généraux allemands dans le but d'approvisionner plus rapidement le front de l'Ouest en hommes et en matériel. Il fut mis en service en 1918. Le 1er mai 1918, l'empereur Guillaume II baptisa le nouvel ouvrage Pont Ludendorff en hommage au général en chef Erich Ludendorff. Et le 2 mai, Ludendorff fut nommé citoyen d'honneur de Remagen par le conseil municipal de la ville.
L'architecte Karl Wiener (de), originaire de Mannheim, a réalisé les plans de ce pont de 325 m de long qui surplombait le Rhin à une hauteur de 14,80 m (lors d'un niveau d'eau moyen). Le point le plus haut de la structure se situait à 29,25 m au-dessus du niveau de l'eau. Le pont, qui passait pour être un des plus beaux ponts en acier sur le Rhin, portait deux voies de chemin de fer ainsi que deux voies de circulation pour les piétons. Il ressemblait dans sa construction et dans sa fonction au pont Hindenburg, également construit sur le Rhin de 1913 à 1915 entre Rüdesheim et Bingen am Rhein, et qui fut également détruit durant la Seconde Guerre mondiale.
Après la guerre peu de trains empruntaient encore le pont de Remagen, mais les piétons aimaient l'utiliser pour se rendre à Erpel, sur l'autre rive. Durant la période de paix de l'entre-deux-guerres, le pont était devenu un symbole touristique de la Rhénanie, mais il fut déjà préparé à cette époque par les troupes du génie de la Reichswehr et de la Wehrmacht pour être éventuellement dynamité si la situation le demandait. Le pont fut préparé de manière que 600 kg d'explosif suffisent pour provoquer son effondrement.
En 1939, au début de la Seconde Guerre mondiale, le pont fut pris en charge par une compagnie de garde et il fut préparé au dynamitage. Mais après l'avancée rapide des troupes allemandes vers l'ouest, les explosifs ont à nouveau été retirés de l'ouvrage et furent transférés dans un entrepôt près de Darmstadt. À Remagen vivaient alors environ 5 500 personnes.
En 1944, après le débarquement des Alliés en Normandie, de l'explosif fut à nouveau acheminé depuis Darmstadt, mais celui spécialement mis en forme pour s'adapter au pont avait déjà été utilisé en d'autres circonstances par la Wehrmacht. En octobre 1944, le pont fut touché de plein fouet par une bombe alliée. Il fut ensuite à nouveau bombardé fin décembre 1944 et fin janvier 1945.

## Conquête par les Américains
Le 7 mars 1945, devant l'avancée rapide des Alliés, le Kampfkommandant de Remagen, le Hauptmann (capitaine) de réserve Bratge, qui n'avait alors plus qu'un effectif de 36 soldats sous ses ordres, voulait effectuer le dynamitage du pont le plus rapidement possible. Les troupes de la 1re armée américaine contournaient alors déjà Remagen par le nord et le sud, car ils pensaient que le dynamitage du pont allait être imminent. Une partie de la population civile s'était réfugiée dans le tunnel ferroviaire qui se trouvait dans le prolongement du pont sur la rive droite du Rhin. Le Major Scheller de l'état-major du 67e corps d'armée, qui avait reçu au cours de la nuit du 6 au 7 mars le commandement du pont, voulait au contraire conserver cette voie de communication intacte le plus longtemps possible pour permettre à un maximum de soldats allemands en retraite de l'emprunter et d'emporter avec eux du matériel lourd, quelques blindés et des canons. Cet état de fait créa une confusion chez les Allemands, car le Hauptmann Bratge ne fut informé de la prise du commandement par Scheller que le 7 mars vers 11 h. En même temps, l'officier du génie responsable du pont, le Hauptmann Friesenhahn, qui avait réclamé 600 kg d'explosif à usage militaire, ne reçut que 300 kg de donarite, une substance nettement moins puissante. Il tenta tout de même de l'utiliser pour un dynamitage rapide sur le côté droit de la rive.
C'est alors que des éclaireurs de la 9e division blindée américaine, sous le commandement du lieutenant Karl H. Timmermann, parvinrent à proximité du pont encore totalement intact. Complètement surpris, Timmermann en informa immédiatement le commandant en chef du groupe de combat B de la 9e division blindée américain, le général William M.Hoge. Celui-ci ordonna l'attaque immédiate et la prise du pont.
À 13 h 40 débuta l'offensive alliée. La situation devenant alors intenable, les Allemands, qui mirent à feu une partie des charges explosives, tentèrent un premier dynamitage du pont, mais le seul résultat obtenu fut un cratère de 10 m de diamètre creusé dans le tablier du côté de la rive gauche. À 15 h 40, le Major Scheller ordonna à nouveau le dynamitage du pont, mais celui-ci resta toujours debout après l'explosion car un des câbles de mise à feu avait été détruit au cours des combats. Les Alliés parvinrent alors à prendre le contrôle du pont et, dans les vingt-quatre heures qui suivirent, 8 000 soldats traversèrent le pont en direction de la rive est du Rhin. Cette conquête, à laquelle avaient aussi participé des soldats belges et britanniques, entra dans les annales de l'histoire militaire en tant que « miracle de Remagen ». Le général Eisenhower donna l'ordre au commandant en chef du 12e groupe d'armées américain, le général Bradley, de transférer autant de divisions que possible sur l'autre rive du Rhin, même si ceci modifiait son plan initial. On prétend qu'il se serait écrié : « Ce pont vaut son poids en or ».

## La réaction allemande après la prise du pont

Passage du pont de Remagen par les Alliés.

Le 9 mars 1945 débuta une contre-attaque allemande pour tenter de reprendre le pont et stopper l'avancée alliée, mais qui fut trop faible pour être couronnée de succès.
L'état-major allemand désespéré essaya alors durant les jours suivants de faire détruire le pont par des nageurs de combat de Skorzeny, qui devaient déposer des charges explosives à la base de celui-ci. Mais l'utilisation de puissants projecteurs de surveillance permit de les repérer à temps.
Comme cette action avait échoué, les Allemands essayèrent, mais toujours en vain, de détruire le pont en le bombardant, et ils utilisèrent à cette fin leurs nouveaux avions à réaction Arado Ar 234.
Ils tirèrent également onze fusées V2 sur Remagen. Ces missiles furent tirés depuis la forêt située au nord de Hellendoorn, aux Pays-Bas (environ 250 km au nord de Remagen), mais seulement un V2 explosa à proximité du pont et l'ébranla comme lors d'un tremblement de terre.
Un canon monté sur un train manqua lui aussi sa cible. Hitler, fou de rage, instaura alors une cour martiale spéciale pour le front de l'Ouest qui condamna à mort cinq officiers pour « lâcheté » et « manquement au devoir ». Quatre d'entre eux furent effectivement fusillés dans la forêt du Westerwald. Il s'agit du Major Scheller (à qui il était reproché de ne pas avoir veillé à la destruction du pont en temps opportun alors qu'il était l'officier du grade le plus élevé), du Oberleutnant Peters (accusé d'avoir laissé l'ennemi s'emparer de nouveaux lance-roquettes antiaériens de type « Föhn »), et enfin du Major Strobel et du Major Kraft (tous deux accusés de ne pas avoir mené une contre-attaque immédiate après le franchissement du pont par les Américains). Le Hauptmann Bratge (accusé de ne pas avoir ordonné à temps la destruction du pont), qui avait également été condamné à mort, a survécu car il avait été fait prisonnier par les Américains. D'autre part, le maréchal Von Rundstedt fut démis de son poste de commandant en chef du front de l'Ouest et fut remplacé par le maréchal Kesselring.

## Effondrement du pont
Le 17 mars 1945, le pont sévèrement endommagé s'effondrait, entraînant la mort de 28 soldats américains du génie et en blessant 93 autres alors qu'ils travaillaient à sa consolidation. Dix-huit corps seulement furent retrouvés à cause du débit du fleuve à cette période. Seuls les pylônes de l'ouvrage restèrent debout. Mais à cette date, les Américains tenaient une tête de pont solide sur la rive est du Rhin et avaient déjà mis en place un pont flottant sur pontons à côté. Et comme le pont Ludendorff n'était plus disponible, ils construisirent quatre ponts flottants supplémentaires sur le Rhin, entre Bad Hönningen et Oberwinter (aujourd'hui un quartier de Remagen), pour le remplacer. Le plus long d'entre eux, le Victor-Bridge à Bad Hönningen, mesurait 420 m et fut mis en service le 22 mars 1945.
Entre le 7 mars et le jour de l'effondrement du pont, le 17 mars 1945, les Alliés purent faire passer 18 bataillons de l'autre côté du fleuve.
Le lieutenant Karl H. Timmermann ainsi que douze autres soldats se virent remettre la Distinguished Service Cross.

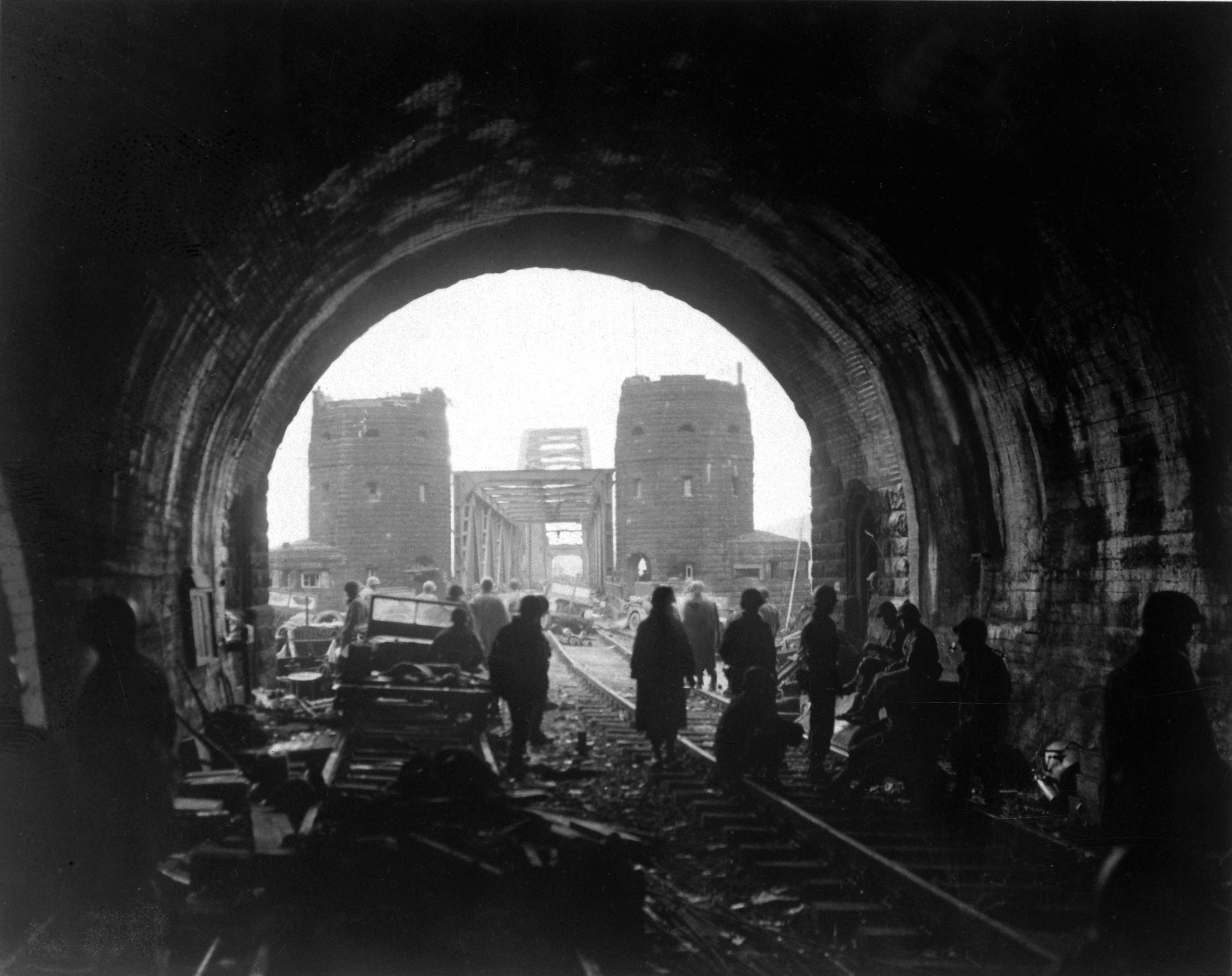
Le pont de Remagen le 11 mars 1945.
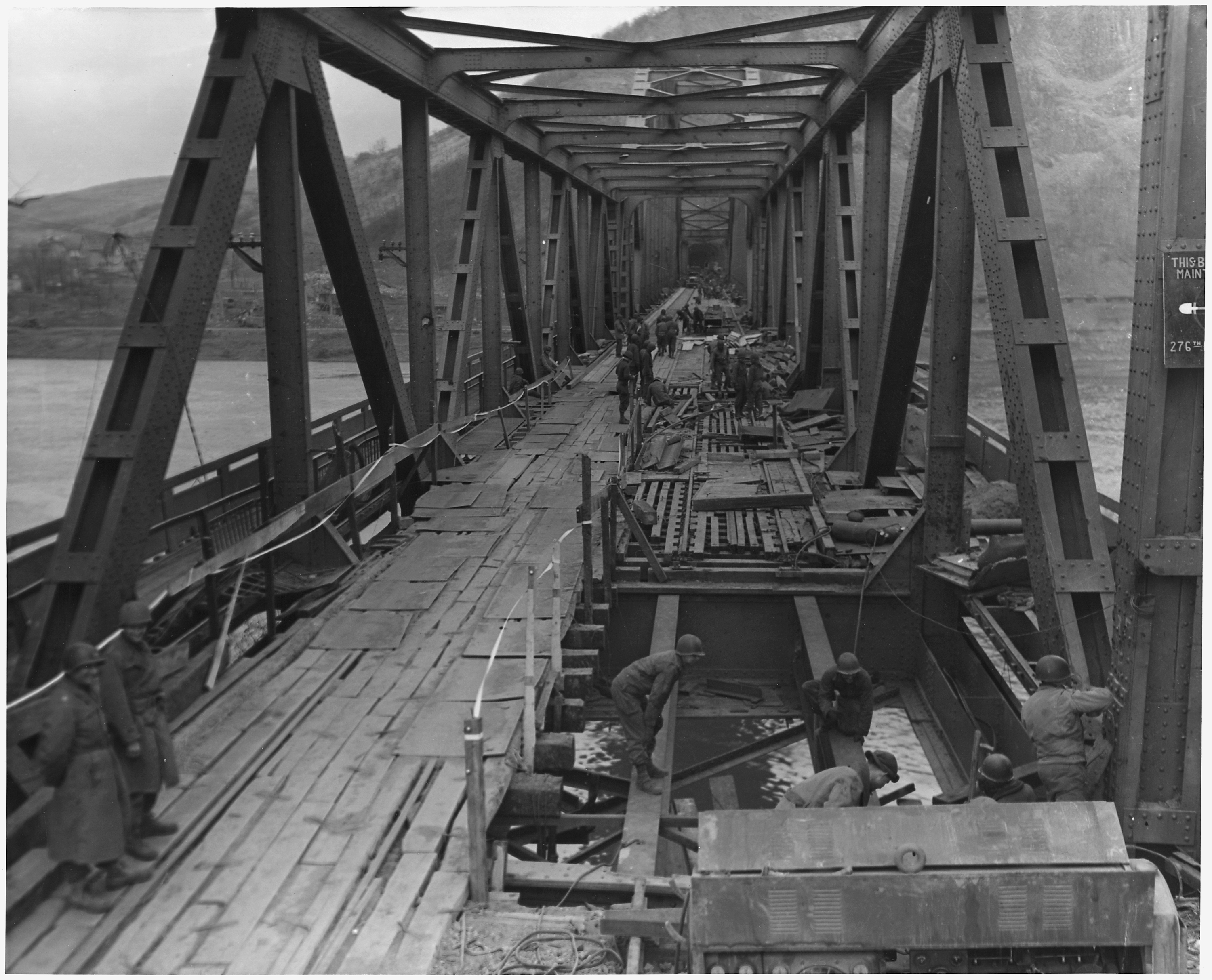
Le pont de Remagen le 17 mars 1945 quatre heures avant son effondrement.
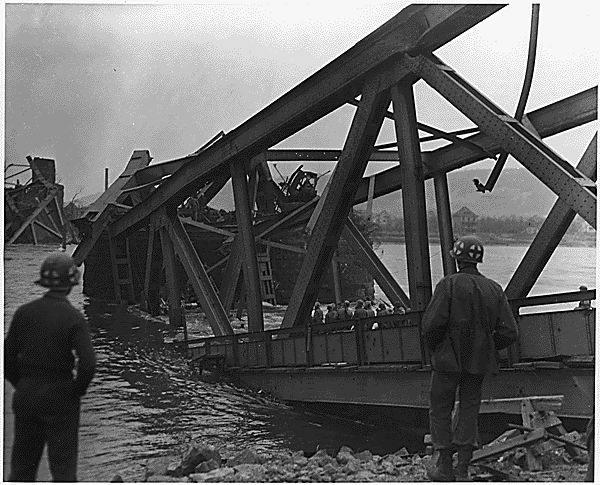
Le pont de Remagen le 17 mars 1945 après son effondrement.
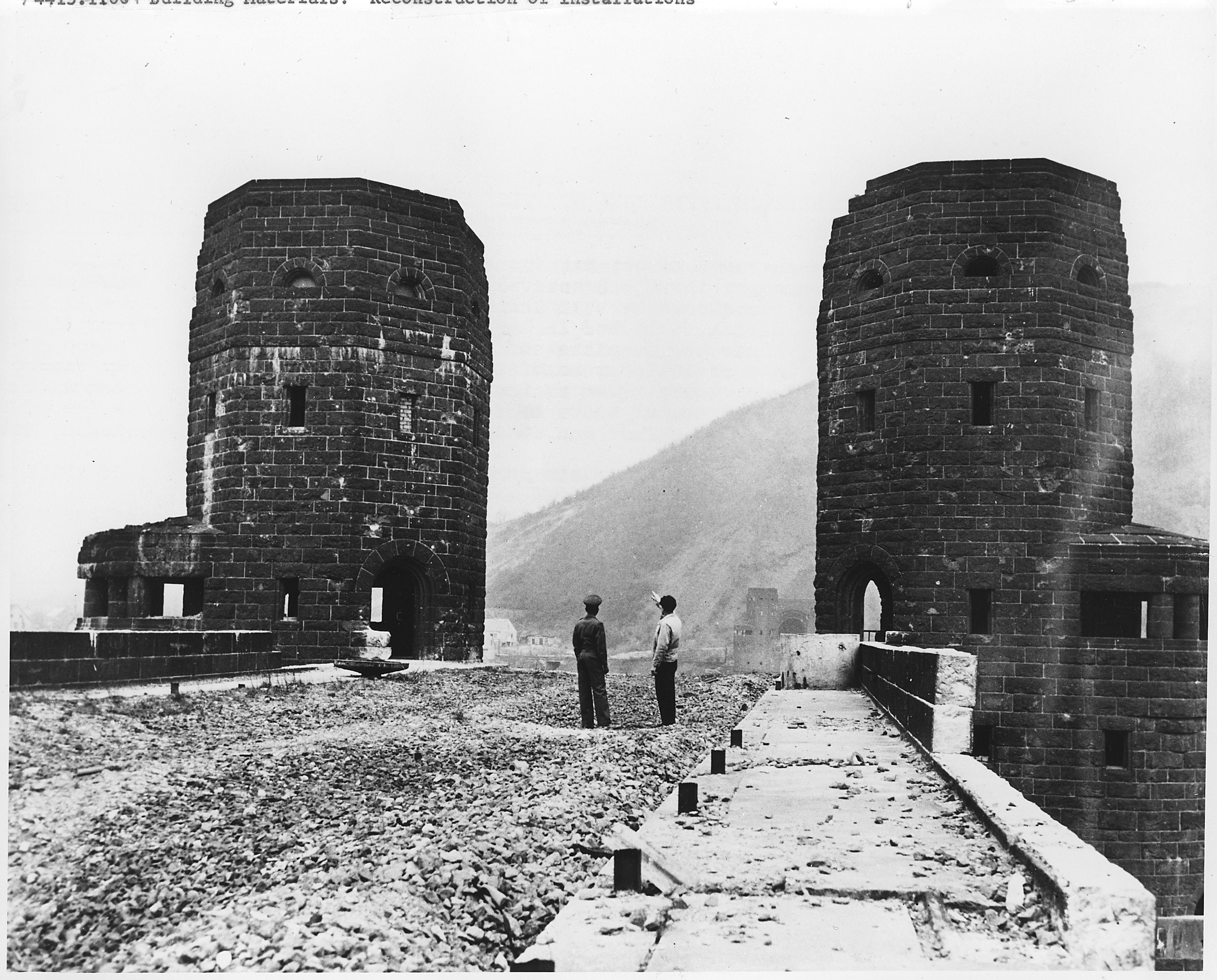
Le pont de Remagen en 1950.
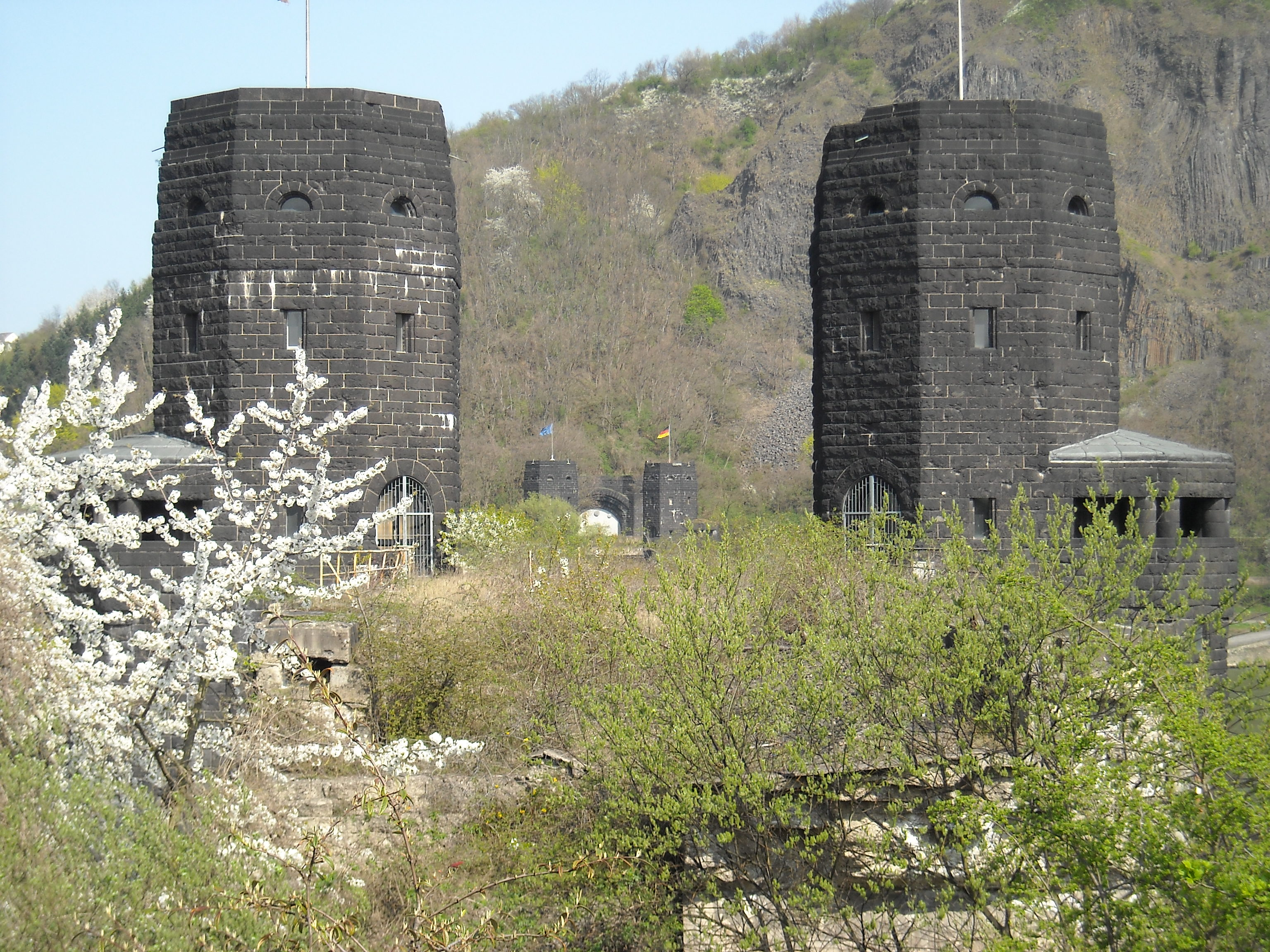
Le pont de Remagen en 2010.

## Après-guerre

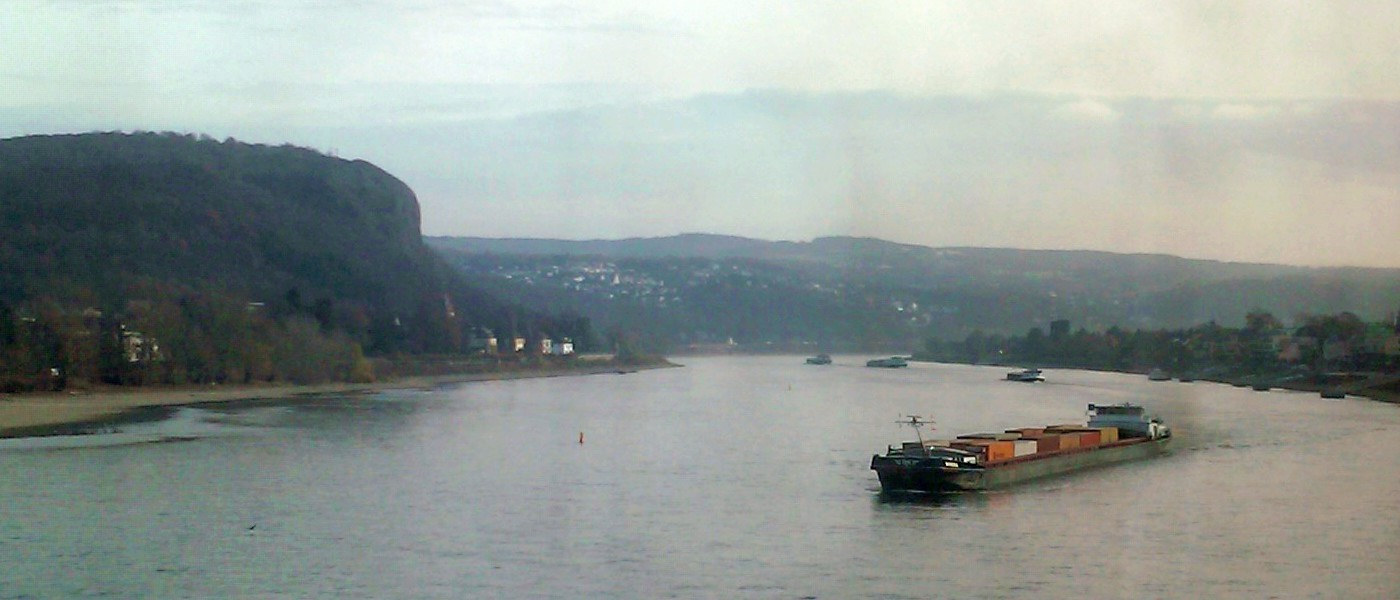
Passage du Rhin enjambé par le pont, vue du nord-ouest.

Le pont ne fut pas reconstruit après guerre.
Les deux piliers qui soutenaient le pont furent détruits en 1976 car ils gênaient la circulation des bateaux sur le fleuve.
Un musée de la paix se trouve depuis le 7 mars 1980 à l'intérieur des tours situées sur la rive du côté de Remagen. L'initiateur de ce musée était l'ancien maire de la ville, Hans Peter Kürten, qui vendit pour la première fois le 7 mars 1978 des pierres du pont en tant que souvenirs. Cette action connut un écho important et c'est avec les recettes de la vente de ces pierres et de nombreuses photos d'époque qu'il parvint à rassembler les fonds nécessaires à l'aménagement du musée.

## Dans la culture populaire

### Littérature
Remagen le pont de la chance, Paul Berben et Bernard Iselin, collection J'ai lu leur aventure (no A274), dépôt légal 4e trimestre 1971. La Garde au Rhin, David Garth, Ed France-Empire 1961, traduit de l'anglais par R. Jouan; titre anglais "The watch on the bridge" par G.P. Putnam's Sons.

### Film
John Guillermin a réalisé en 1968 et 1969 le film Le Pont de Remagen, avec George Segal et Robert Vaughn dans les rôles principaux, qui relate l'épisode de la conquête du pont par les Alliés. Le film est basé sur les faits historiques mais l'essentiel de l'action relève de la fiction.
Le pont « apparaît » à la 60e minute du film Monuments Men de George Clooney.

### Jeu vidéo
Dans l'extension Northern Strike du jeu Battlefield 2142, il y a une carte intitulée « Pont de Remagen » où les forces européennes lancent un assaut sur le pont très exactement 200 ans après la prise du pont par les troupes alliées.
Dans la dernière mission du jeu Call of Duty : Le Jour de gloire, l'objectif est de traverser et ainsi, de s'emparer du pont de Remagen.
Dans le jeu Call of Duty: World War II, la mission « Le Rhin » relate la prise du pont par la 9e D.B. et la 99e de l'armée américaine.
L'update 12 du jeu Hell Let Loose permet désormais aux joueurs de s'affronter sur une carte reproduisant fidèlement le pont et les deux rives qu'il relie.